# Liste der Monuments historiques in Damvix
Die Liste der Monuments historiques in Damvix führt die Monuments historiques in der französischen Gemeinde Damvix auf.

## Liste der Bauwerke
| Bezeichnung   | Beschreibung             | Standort | Kennzeichnung | Schutzstatus | Datum | Bild           |
| ------------- | ------------------------ | -------- | ------------- | ------------ | ----- | -------------- |
| Kirche St-Guy | Erbaut von 1849 bis 1864 | (Lage)   | PA85000017    | Inscrit      | 2000  | weitere Bilder |

## Liste der Objekte
| Bezeichnung | Beschreibung          | Standort                    | Kennzeichnung | Schutzstatus | Datum | Bild |
| ----------- | --------------------- | --------------------------- | ------------- | ------------ | ----- | ---- |
| Glocke      | Bronze, 1732 gegossen | in der Kirche St-Guy (Lage) | PM85000856    | Inscrit      | 1975  |      |